# Stazione di Bollate Nord
La stazione di Bollate Nord è una fermata ferroviaria posta sulla linea Milano-Saronno, a servizio dei quartieri settentrionali della città di Bollate. Si trova a nord dell'altra stazione della cittadina milanese, Bollate Centro, lungo la medesima linea ferroviaria.
È gestita da FerrovieNord, società del Gruppo FNM che la qualifica come stazione di tipo secondario. Fa parte del ramo Milano.

## Storia
La stazione fu attivata il 15 aprile 1991, contemporaneamente al quadruplicamento della linea Milano-Saronno; sostituì la vecchia fermata di Traversagna, posta poco distante. In origine la vecchia fermata di Traversagna, fu introdotta su richiesta della azienda chimica Montedison, e grazie alla quale i suoi numerosi dipendenti potevano raggiungere il posto di lavoro con mezzi pubblici. Successivamente lo sviluppo urbano della zona di Bollate Nord e dei comuni limitrofi dette un maggiore frequentazione alla fermata. Oggi con la realizzazione di un ampio parcheggio auto, numerosi residenti di Bollate e Senago utilizzano quotidianamente questa fermata.
Con l’attivazione del nuovo sistema tariffario integrato milanese nel 2019, la stazione è divenuta la più lontana raggiungibile con un biglietto urbano sulla sua linea.

## Strutture e impianti
Il piazzale è composto da quattro binari passanti, serviti da due banchine centrali a isola, entrambe dotate di pensilina. I primi due sono utilizzati dai convogli suburbani che effettuano fermata presso questo scalo. Gli altri due binari sono percorsi dai treni regionali e dal Malpensa Express, che non effettuano servizio viaggiatori presso questo impianto.

## Movimento
La stazione è fermata dalle linee S1 e S3 del Servizio ferroviario suburbano di Milano.
Dal 10 giugno al 14 dicembre 2024, la stazione è stata servita anche dalle corse feriali della linea S13 (Pavia-Milano-Garbagnate) tra le 7.30 e le 19.30; dal 15 dicembre 2024, i treni S13 attestati a Garbagnate fermano, nel tratto Milano-Garbagnate, solo a Bollate Centro.